# 夫婦 (映画)
『夫婦』（ふうふ）は、1953年1月22日に公開された日本映画。製作、配給は東宝。モノクロ、スタンダード。

## キャスト
- 中原伊作：上原謙
- 中原菊子：杉葉子
- 武村良太：三國連太郎
- 早川茂吉：小林桂樹
- 早川直吉：藤原釜足
- 早川たか：滝花久子
- 早川久美子：岡田茉莉子
- 三島波子：豊島美智子
- 藤野ミエ子：木匠マユリ
- 野田アヤ：田代百合子
- 緒方とり：三好栄子
- 横山房子：三條利喜江
- 赤松夫人：中北千枝子
- 三島：鳥羽陽之助
- 菊子の伯父：中村是好
- 菊子の伯母：本間文子
- 課長：龍岡晋
- 耳の遠い老人：高堂国典
- 佐藤守夫：井上大助
- 佐藤藤五郎：谷晃
- 佐藤とよ：出雲八重子
- 高見嘉一
- 熊谷二良
- 草間璋夫
- 広瀬正一
- 中野俊子
- 三田照子
- 近所の奥さん：野都留子
- 立花満江
- 広瀬嘉子

## スタッフ
- 製作：藤本真澄
- 脚本：井手俊郎、水木洋子
- 音楽：斎藤一郎
- 撮影：中井朝一
- 美術：松山崇
- 録音：下永尚
- 照明：石井長四郎
- 編集：笠間秀敏
- チーフ助監督：川西正義
- 製作担当者：森本朴
- 現像：東宝現像所
- 監督：成瀬巳喜男